# Euclavarctus
Genre
Euclavarctus est un genre de tardigrades de la famille des Halechiniscidae. 

## Liste des espèces
Selon Actual checklist of Tardigrada species :
- Euclavarctus convergens Renaud-Mornant, 1983
- Euclavarctus thieli Renaud-Mornant, 1975

## Publication originale
- Renaud-Mornant, 1975 : Deep-sea Tardigrada from the Meteor Indian Ocean expedition. Meteor Forschungsergebnisse. Reihe D: Biologie, vol. 21, p. 54-61.